# Virginia Wade
Sarah Virginia Wade (Bournemouth, 10 luglio 1945) è un'ex tennista e telecronista sportiva britannica.
In carriera ha vinto 55 titoli, di cui tre nel Grande Slam: gli US Open del 1968, gli Australian Open del 1972 e, titolo più importante da lei vinto, il Torneo di Wimbledon del 1977: era l'anno del centenario dei Championships ed il 25º anniversario di regno della Regina Elisabetta. Dopo aver battuto in semifinale la campionessa uscente Chris Evert, in finale sconfisse l'olandese Betty Stöve.
Nel 1989 è stata inserita nell'International Tennis Hall of Fame.

## Biografia
All'età di un anno la sua famiglia si trasferì in Sudafrica, per poi tornare nel Regno Unito quando Virginia Wade aveva quindici anni. In Africa imparò a giocare a tennis.

## Caratteristiche tecniche
Wade era una giocatrice molto aggressiva, che scendeva spesso a rete. A fondo aveva un rovescio in slice e un dritto che poteva colpire sia piatto (senza effetto) sia in topspin. Era famosa anche per il suo servizio, considerato il migliore di allora a livello femminile.

## Finali nei tornei del Grande Slam

### Singolare

#### Vinte (3)
| Anno | Torneo          | Avversario in finale    | Punteggio     |
| 1968 | US Open         | Billie Jean King        | 6–4, 6–1      |
| 1972 | Australian Open | Evonne Goolagong Cawley | 6–4, 6–4      |
| 1977 | Wimbledon       | Betty Stöve             | 4–6, 6–3, 6–1 |

### Doppio

#### Vinte (4)
| Anno | Torneo          | Compagno       | Avversari in finale              | Punteggio     |
| 1973 | Australian Open | Margaret Court | Kerry Harris Kerry Melville Reid | 6–4, 6–4      |
| 1973 | Open di Francia | Margaret Court | Françoise Dürr Betty Stöve       | 6–2, 6–3      |
| 1973 | US Open         | Margaret Court | Billie Jean King Rosemary Casals | 3–6, 6–3, 7–5 |
| 1975 | US Open (2)     | Margaret Court | Billie Jean King Rosemary Casals | 7–5, 2–6, 7–6 |

#### Perse (6)
| Anno | Torneo          | Compagno        | Avversari in finale               | Punteggio     |
| 1969 | US Open         | Margaret Court  | Françoise Dürr Darlene Hard       | 0–6, 6–3, 6–4 |
| 1970 | Wimbledon       | Françoise Dürr  | Billie Jean King Rosemary Casals  | 6–2, 6–3      |
| 1970 | US Open (2)     | Rosemary Casals | Margaret Court Judy Tegart Dalton | 6–3, 6–4      |
| 1972 | US Open (3)     | Margaret Court  | Françoise Dürr Betty Stöve        | 6–3, 1–6, 6–3 |
| 1976 | US Open (4)     | Ol'ga Morozova  | Delina Boshoff Ilana Kloss        | 6–1, 6–4      |
| 1979 | Open di Francia | Françoise Dürr  | Betty Stove Wendy Turnbull        | 3–6, 7–5, 6–4 |